# پیوند دوگانه
پیوند دوگانه (double bond) در شیمی، یک پیوند شیمیایی میان دو عنصر است که در آن به‌جای آنکه یک جفت الکترون درگیر پیوند شوند، دو جفت الکترون در پیوند شرکت می‌کنند. پیوند دوگانه در میان اتم‌های کربن به فراوانی دیده می‌شود. برای نمونه در تشکیل آلکن‌ها از این دست پیوندها استفاده شده‌است. البته گونه‌های فراوانی از پیوند دوگانه را می‌توان در میان دو عنصر ناهمسان نیز مشاهده کرد مانند گروه کربونیل‌ها که در آن پیوند دوگانه میان اتم‌های کربن و اکسیژن روی داده‌است. دیگر نمونه‌های آن عبارتند از: ترکیب‌های آزو (N=N)، ایمین‌ها (C=N) دی اکسید کربن(O=C=O) و سولفکسیدها (S=O). برای نمایش این گونه پیوندها در فرمول از دو خط موازی کوچک میان دو اتم استفاده می‌شود مانند علامت مساوی در ریاضی.
پیوندهای دوگانه از تک پیوندهای کوالانسی پایدارتر و کوتاه‌تر اند. رتبهٔ پیوند آن‌ها دو است.
|                                               |       |                |
| اتیلن                                         | استون | دی‌متیل‌سولفکسید |
| ترکیب‌های شیمیایی معمول که پیوند دوگانه دارند. |       |                |

## برقراری پیوند
پیوندهای دوگانه را باید در مفهوم اوربیتال اتمی‌های هیبرید توضیح داد. برای نمونه در اتیلن هر اتم کربن داری سه اوربیتال sp۲ و یک اوربیتال p است. سه اوربیتال sp۲ در یک صفحه باقی می‌مانند و با هم زاویهٔ ۱۲۰ درجه درست می‌کنند و اوربیتال p عمود بر صفحهٔ آن‌ها قرار می‌گیرد. هنگامی که اتم‌های کربن به یکدیگر نزدیک می‌شوند، دو تا از اوربیتال‌های sp۲ هم‌پوشانی می‌کنند و تشکیل یک پیوند سیگما می‌دهند. هم زمان دو اوربیتال p نیز به یکدیگر نزدیک می‌شوند و باهم در همان صفحه، یک پیوند پی را برقرار می‌کنند. هنگامی که بیشترین هم‌پوشانی را داریم اوربیتال‌های p به ناچار با یکدیگر موازی باقی می‌مانند و در نتیجه گردش به دور پیوند مرکزی ناممکن می‌شود.این خاصیت به ایجاد ایزومری سیس-ترانس می‌انجامد، چون هم پوشانی اوربیتال‌های p در بیشترین اندازهٔ خود است در نتیجه طول پیوندهای دوگانه کوتاه‌تر از تک‌پیوندها می‌شود.
| Double bond presentation                                                                                            |  | Double bond presentation                                                                   |
| اوربیتال‌های sp2، در مجموع سه اوربیتال از این نوع به یکدیگر نزدیک می‌شوند تا یک پیوند سیگمای sp2--sp2 را برقرار کنند. |  | دو اوربیتال پی هم‌پوشانی می‌کنند تا یک پیوند پی را در صفحه‌ای عمود بر صفحهٔ سیگما برقرار کنند. |

طول پیوند، در پیوند دوگانهٔ کربن-کربن ۱۳۳ pm است درحالی که در اتان طول پیوند کربن-کربن ۱۵۴ pm می‌باشد. پیوند دوگانه پایدارتر بوده و انرژی آن ۶۳۶ KJ/mol می‌باشد . در حالی که در دیگری این انرژی ۳۶۸ KJ/mol است. که بیش از نصف پیوند دوگانهمی باشد و این به دلیل ضعیف تر بودن پیوند پی نسبت به پیوند سیگما است چون اوربیتال پی کمتر شرکت می‌کند .

## گونه‌های پیوند دوگانهٔ میان اتم‌ها
|   | C    | O               | N                | S                                              |
| - | ---- | --------------- | ---------------- | ---------------------------------------------- |
| C | آلکن | خانوادهٔ کربونیل | ایمین            | تیوکتون، تیال                                  |
| O |      | اکسیژن          | ترکیب‌های نیتروزو | سولفکسید، سولفون، سولفونیک اسید، سولفینیک اسید |
| N |      |                 | ترکیب آزو        |                                                |
| S |      |                 |                  | دی‌سولفور                                       |

پیوندهای دوگانه در میان عنصرهای دورهٔ ۲، کربن، نیتروژن و اکسیژن بیشتر و در میان عنصرهای دوره‌های بالاتر کمتر دیده می‌شود. فلزها نیز توانایی برقراری چند پیوند را دارند.

## منبع
1. ↑  March, Jerry (1985), Advanced Organic Chemistry: Reactions, Mechanisms, and Structure (3rd ed.), New York: Wiley, ISBN 0-471-85472-7
2. ↑  Organic Chemistry 2nd Ed. John McMurry